# Бруннер, Кристине
Кристи́не Бру́ннер (нем. Christine Brunner; 25 сентября 1959, Инсбрук) — австрийская саночница, выступала за сборную Австрии в конце 1970-х годов. Участница зимних Олимпийских игр в Лейк-Плэсиде, многократная призёрша на различных этапах Кубка мира, участница многих международных турниров и национальных первенств.

## Биография
Кристине Бруннер родилась 25 сентября 1959 года в Инсбруке. Поскольку недалеко от её родного города находилась хорошая санно-бобслейная трасса, с юных лет она начала заниматься санным спортом. На международном уровне дебютировала в возрасте девятнадцати лет, заняла двенадцатое место на юниорском чемпионате Европы в немецком Винтерберге. В сезоне 1978/79 вошла в основной состав национальной сборной, побывала на взрослом чемпионате мира в Кёнигсзе, где финишировала девятой, и на европейском первенстве в Оберхофе, где пришла к финишу двадцать первой. Также впервые приняла участие в розыгрыше Кубка мира — по итогам всех этапов расположилась в женском индивидуальном зачёте на третьей строке.
В 1980 году Бруннер вновь была третьей в рейтинге лучших саночниц мирового кубка, кроме того, она заняла восьмое место на чемпионате Европы в итальянской Вальдаоре и благодаря череде удачных выступлений удостоилась права защищать честь страны на зимних Олимпийских играх в Лейк-Плэсиде — планировала побороться здесь за медали, но в конечном счёте добралась только до десятой позиции. Вскоре после этих олимпийских соревнований Кристине Бруннер приняла решение завершить карьеру профессиональной спортсменки, уступив место в сборной молодым австрийским саночницам.